# Elecciones generales de Bolivia de 1862
Las elecciones generales de Bolivia de 1862 fueron celebradas en agosto de 1862. Resultó electo José María de Achá.
Convocó a elecciones en 1862, y se convirtió en presidente constitucional tras vencer al general Gregorio Pérez y al Dr. Tomas Frías. Achá se posesionó como presidente constitucional de Bolivia el 6 de agosto de 1862.
- Datos: Q111688373